# Test di KRAS
Il test di KRAS è il primo test genetico che permette di determinare, al momento della diagnosi, lo stato del gene che codifica la proteina KRAS, se normale o mutata, nel tumore del colon retto di un paziente. Il test, quindi, individua un  biomarcatore oncologico, la proteina KRAS, e che può predire la risposta del tumore del colon retto alle terapie personalizzate.
Questa determinazione è essenziale perché lo stato della proteina KRAS può influenzare la prognosi della malattia e la risposta a quelle cure mirate all'inattivazione del recettore del fattore di crescita epidermico (EGFR). Quindi, il medico può scegliere meglio se sottoporre o meno un paziente a un determinato trattamento con farmaci biologici mirati a inattivare il fattore di crescita epidermico EGF.

## Il test di KRAS
Lo stato o la forma della proteina KRAS possono essere identificati con il test di Kras, un test semplice e non invasivo che analizza il DNA estratto dalle cellule tumorali di campioni di tessuto prelevati durante una biopsia o altre analisi. La presenza del gene KRAS mutato nelle cellule tumorali è individuabile attraverso diversi metodi:
- La PCR (reazione a catena della polimerasi) quantitativa (qPCR), che permette di amplificare selettivamente il DNA del gene KRAS, è metodo molto sensibile e specifico per determinare la presenza del KRAS mutato;
- Il sequenziamento permette di valutare, dopo l'amplificazione del gene, le eventuali mutazioni presenti. In questo caso i metodi più utilizzati sono il Sanger e il Pyrosequencing.

Il vantaggio del sequenziamento sta nel fatto che anche mutazioni sconosciute possono essere rilevate, mentre con la PCR quantitativa sono rilevabili solo mutazioni già note.
Trattandosi di tessuti tumorali è molto importante valutare la sensibilità delle metodiche utilizzate. Se il sequenziamento Sanger riconosce un minimo di 20 cellule mutate su 100, il Pyrosequencing ha una sensibilità maggiore arrivando a riconoscerne 5 su 100.

## La procedura di laboratorio
La procedura di laboratorio utilizzata per determinare lo stato di KRAS può essere sintetizzata in sei fasi successive:
1. Prima di iniziare il test di KRAS, un anatomopatologo seleziona da un vetrino il campione di tessuto con una quantità sufficiente di cellule tumorali, da cui estrarre il DNA su cui effettuare il test di KRAS.
2. Il campione di tessuto è successivamente rimosso dal vetrino per permettere l'esecuzione del test e determinare lo “stato” di KRAS.
3. Il DNA del tessuto tumorale è purificato dal campione di tessuto.
4. Il DNA del tessuto tumorale è controllato per verificarne la purezza in base alle procedure di controllo di qualità.
5. La PCR è un test altamente sensibile e specifico amplifica il DNA e può permettere di determinare, utilizzando sonde specifiche, la presenza del KRAS mutato.
6. Il prodotto dell'amplificazione è utilizzabile per uno dei metodi di sequenziamento o misurato per verificare se il tumore esprime un gene KRAS normale o mutato. In questo modo, sulla base dello stato di KRAS del tumore, è possibile personalizzare la terapia da somministrare al paziente.